# 体育运动荣誉奖章
体育运动荣誉奖章是中华人民共和国体育运动的最高荣誉奖励，由国家体育总局颁发，授予取得一定运动成绩的运动员及教练员。